# National Basketball Association 1957/1958
National Basketball Association 1957/1958 var den 12:e säsongen av den amerikanska proffsligan i basket. Säsongen inleddes den 22 oktober 1957 och avslutades den 12 mars 1958 efter 288 seriematcher, vilket gjorde att samtliga åtta lagen spelade 72 matcher var.
Lördagen den 12 april 1958 vann St. Louis Hawks sin första NBA-titel efter att ha besegrat Boston Celtics med 4-2 i matcher i en finalserie i bäst av 7 matcher.
All Star-matchen spelades den 21 januari 1958 i Kiel Auditorium i St. Louis, Missouri. Eastern Division vann matchen över Western Division med 130-118.
Cincinnati Royals och Detroit Pistons spelade båda sina första säsonger i NBA. Cincinnati hade flyttats ifrån Rochster, New York och Detroit ifrån Fort Wayne, Indiana inför säsongen.

## Grundserien
Not: V = Vinster, F = Förluster, PCT = Vinstprocent
- Lag i GRÖN färg till en slutspelserie.
- Lag i RÖD färg har spelat klart för säsongen.

| Lag                   | V  | F  | PCT  |
| --------------------- | -- | -- | ---- |
| Boston Celtics        | 49 | 23 | .681 |
| Syracuse Nationals    | 41 | 31 | .569 |
| Philadelphia Warriors | 37 | 35 | .514 |
| New York Knicks       | 35 | 37 | .486 |

| Lag                | V  | F  | PCT  |
| ------------------ | -- | -- | ---- |
| St. Louis Hawks    | 41 | 31 | .569 |
| Cincinnati Royals  | 33 | 39 | .458 |
| Detroit Pistons    | 33 | 39 | .458 |
| Minneapolis Lakers | 19 | 53 | .264 |

## Slutspelet
De tre bästa lagen i den östra och västra division gick till slutspelet. Där möttes tvåorna och treorna i kvartsfinalserier (divisionssemifinal) i bäst av 3 matcher. De vinnande lagen i kvartsfinalerna mötte divisionsvinnarna i semifinalserier (divisionsfinal). Semifinalerna och NBA-finalen avgjordes i serier i bäst av 7 matcher.
|  | Divisions Semifinaler | Divisions Semifinaler | Divisions Semifinaler |              |   | Divisions Finaler | Divisions Finaler | Divisions Finaler |  |  | NBA Final | NBA Final | NBA Final |
|  |                       |                       |                       |              |   |                   |                   |                   |  |  |           |           |           |
|  |                       |                       |                       |              |   |                   |                   |                   |  |  |           |           |           |
|  |                       | 1                     | St. Louis             | 4            |   |                   |                   |                   |  |  |           |           |           |
|  | Western Division      | 1                     | St. Louis             | 4            |   |                   |                   |                   |  |  |           |           |           |
|  |                       |                       | 2                     | Detroit      | 1 |                   |                   |                   |  |  |           |           |           |
|  | 3                     | Cincinnati            | 2                     | Detroit      | 1 | 0                 |                   |                   |  |  |           |           |           |
|  | 3                     | Cincinnati            |                       |              |   | 0                 |                   |                   |  |  |           |           |           |
|  | 2                     | Detroit               | 2                     |              |   |                   |                   |                   |  |  |           |           |           |
|  |                       |                       |                       |              |   |                   |                   |                   |  |  | W1        | St. Louis | 4         |
|  |                       |                       | E1                    | Boston       | 2 |                   |                   |                   |  |  |           |           |           |
|  |                       |                       |                       |              |   |                   |                   |                   |  |  |           |           |           |
|  |                       |                       |                       |              |   |                   |                   |                   |  |  |           |           |           |
|  |                       | 1                     | Boston                | 4            |   |                   |                   |                   |  |  |           |           |           |
|  | Eastern Division      | 1                     | Boston                | 4            |   |                   |                   |                   |  |  |           |           |           |
|  |                       |                       | 3                     | Philadelphia | 1 |                   |                   |                   |  |  |           |           |           |
|  | 3                     | Philadelphia          | 3                     | Philadelphia | 1 | 2                 |                   |                   |  |  |           |           |           |
|  | 3                     | Philadelphia          |                       |              |   | 2                 |                   |                   |  |  |           |           |           |
|  | 2                     | Syracuse              | 1                     |              |   |                   |                   |                   |  |  |           |           |           |

### NBA-final
Boston Celtics mot St Louis Hawks
| Match   | Datum    | Hemmalag | Bortalag | Resultat  |
| ------- | -------- | -------- | -------- | --------- |
| Match 1 | 29 mars  | Boston   | St Louis | 102 - 104 |
| Match 2 | 30 mars  | Boston   | St Louis | 136 - 112 |
| Match 3 | 2 april  | St Louis | Boston   | 111 - 108 |
| Match 4 | 5 april  | St Louis | Boston   | 98 - 109  |
| Match 5 | 9 april  | Boston   | St Louis | 100 - 102 |
| Match 6 | 12 april | St Louis | Boston   | 110 - 109 |

St Louis Hawks vann finalserien med 4-2 i matcher